# Elvis Nakić
Elvis Nakić (Zagreb, 6. studenog 1967.), hrvatski karatist.
S borilačkim vještinama počeo se baviti 1981. god. u gradu Benkovcu, tadašnjem KK "Velebit" Benkovac, kojeg je vodio majstor borilačkih vještina treći (3 dan)  S. Macakanja.